# Diablo III
Diablo III – trzecia odsłona fabularnej gry akcji (hack’n’slash) z serii Diablo. Została wydana 15 maja 2012 na platformy Microsoft Windows, OS X, a 3 września 2013 na konsole PlayStation 3 oraz Xbox 360. 19 sierpnia 2014 pojawiły się również wersje na konsole ósmej generacji – PlayStation 4, Xbox One i Nintendo Switch.

## Fabuła
Akcja gry toczy się dwadzieścia lat po wydarzeniach znanych z Diablo II. Ludzie zapomnieli o wydarzeniach z przeszłości. Mefisto, Diablo i Baal zostali pokonani, ale Kamień Świata, który chronił Sanktuarium przed siłami zarówno niebios, jak i piekieł, został zniszczony. Gdy Deckard Cain powraca do ruin katedry w Tristram, tajemnicza kometa spada z nieba w to samo miejsce, gdzie niegdyś pojawił się Diablo, co po raz kolejny obudziło armie demonów. Okazuje się, że kometą jest człowiek, były archanioł z królestwa niebios – Tyrael. Informuje on protagonistę, że nadciąga niebezpieczeństwo. Ostatni władcy piekieł, Belial i Azmodan, szykują inwazję na świat. Celem gracza jest zdobycie Czarnego Kamienia Dusz, dzięki któremu wszyscy władcy demonów zostaną uwięzieni w jednym ciele, a następnie unicestwieni.

## Rozgrywka

### Postacie
W Diablo III można wcielić się w jedną z siedmiu postaci:
- barbarzyńca – znany z poprzedniej części, pochodzący z okolic góry Arreat dobrze zbudowany wojownik, który przy pomocy oręża zwalcza potwory stojące mu na drodze
- szaman – uniwersalna klasa, która w walce posługuje się swymi przyzwanymi sługusami oraz magią ognia i trucizn, które powoli wyniszczają wrogów
- czarownik – siejący popłoch w szeregach wrogów za pomocą potęgi błyskawic, zimna i ognia, a także nieznaną jak dotąd mocą tajemną, której korzeni można dopatrywać się w czarodziejce i magu występujących w dwóch poprzednich odsłonach serii.
- mnich – dynamiczna postać, za pomocą broni takich jak miecze, pazury, czy też kije, błyskawicznie eliminuje przeciwników
- łowca demonów – posługuje się kuszami i łukami. W przeciwieństwie do amazonki z Diablo II może dzierżyć dwie kusze jednoręczne naraz oraz potrafi rozkładać pułapki
- krzyżowiec – używa srogich korbaczy i tarcz, aby zdominować pole bitwy i oczyścić świat z zepsucia (tylko dla posiadaczy dodatku Reaper of Souls)
- nekromanta – posługuje się mroczną magią śmierci. Potrafi przyzywać zmarłych oraz rzucać klątwy. Dostępny tylko dla posiadaczy rozszerzenia Przebudzenie Nekromantów

### Nowości
- możliwość wcielenia się w dowolną płeć dla każdej z siedmiu klas,
- szeroki asortyment zaklęć, zwojów oraz książek, zawierających wiedzę tajemną,
- nowy silnik gry,
- w grze pozostał rzut izometryczny, lecz w przeciwieństwie do poprzednich części serii zastosowana została grafika 3D[17],
- gra wymaga połączenia z Internetem (nawet w wersji dla jednego gracza)[18],
- szczegółowo dopracowane animowane elementy oraz efekty specjalne wywoływane magicznymi zaklęciami,
- ataki skierowane w przeciwników mogą dosięgnąć również najprostszych przedmiotów, takich jak ławki czy stoliki, niszcząc je doszczętnie,
- udostępniono opcję kooperacji oraz poszerzono możliwości rozgrywki poprzez wprowadzenie interakcji PvP. Poprawiona została również komunikacja głosowa[16],
- możliwość ulepszania umiejętności poprzez runy,
- dodano hotbar (pasek szybkiego dostępu do umiejętności)[19],
- maksymalny poziom postaci w grze to 60 (w dodatku Reaper of Souls 70); po jego zdobyciu gracz może zdobyć nieskończenie wiele poziomów w specjalnym systemie Paragon (poziomy mistrzowskie)[20],
- dom aukcyjny, w którym można nabyć wirtualne przedmioty dla postaci za realne pieniądze[21]. Został on jednak usunięty.
- każda klasa postaci korzysta z unikalnego źródła swojej mocy – czarownik z mocy tajemnej, mnich z siły duchowej, barbarzyńca z furii, łowca demonów z nienawiści i dyscypliny, szaman z many, natomiast krzyżowiec z gniewu. Sposoby jego uzupełniania oraz ilości różnią się u każdej klasy.

## Produkcja
Produkcja gry została oficjalnie zapowiedziana 28 czerwca 2008 roku przez prezesa firmy Blizzard Entertainment Michaela Morhaime’a podczas Blizzard Worldwide Invitational 2008 w Paryżu. Kilka miesięcy później podczas imprezy BlizzCon 2008 udostępniono na ponad stu komputerach grywalną wersję gry.
20 września 2011 roku oficjalnie rozpoczęły się zamknięte beta testy gry Diablo III.
15 marca 2012 roku firma Blizzard Entertainment podała na stronach internetowych serwisu Battle.NET, że Diablo III jest dostępne do pobrania z serwisu Battle.NET. Dostęp do środowiska gry rozpoczął się 15 maja 2012 roku.
28 kwietnia 2012 roku został opublikowany pierwszy spot reklamowy gry.

## Soundtrack
Diablo III Collector’s Edition Soundtrack to oficjalna ścieżka dźwiękowa z gry, skomponowana przez Russella Browera, Dereka Duke’a, Glenna Stafforda, Josepha Lawrence’a, Neala Acree. Album został wydany 15 maja 2012 roku przez Blizzard Entertainment.

## Polski dubbing
- Grzegorz Pawlak – barbarzyńca
- Małgorzata Gudejko-Masalska – barbarzynka
- Waldemar Barwiński – łowca demonów
- Elżbieta Jędrzejewska – łowczyni demonów
- Miłogost Reczek – mnich
- Brygida Turowska – mniszka
- Krzysztof Dracz – szaman
- Monika Szalaty – szamanka
- Robert Czebotar – czarownik
- Iwona Rulewicz – czarownica
- Jacek Król –
  - Zbrojmistrz Kyr
  - Górnik Botulf

Źródło i lista pozostałych postaci:

## Odbiór gry
Do końca 2012 roku sprzedano ponad 12 milionów egzemplarzy gry. W czerwcu 2014 roku poinformowano, że sprzedano łącznie 20 milionów egzemplarzy podstawowej wersji gry oraz dodatku Reaper of Souls. Rok później poinformowano, że do czerwca 2015 sprzedano ponad 30 milionów kopii gry, przy czym wkład mieli również gracze z Chin. Natomiast 250 tys. egzemplarzy gry sprzedano w Polsce. 3 listopada 2015 poinformowano, że w Chinach sprzedano 2 mln sztuk Diablo III. Pomimo dużego sukcesu, na wniosek Chińskiego Ministerstwa Kultury gra została poddana cenzurze z powodu dużej ilości przemocy, krwi i eksponowania ran. W związku z tym zmodyfikowano modele postaci tak, aby dostosować je do postawionych wymogów.
Gra zajęła czwarte miejsce na liście 25 najlepszych gier hack and slash według serwisu Gry-Online.